# Bobrová
Bobrová (německy Bobrau) je městys v okrese Žďár nad Sázavou v Kraji Vysočina, zhruba 10 km jihovýchodně od Nového Města na Moravě. Žije zde 888 obyvatel.

## Historie
Bobrová je jedním z nejstarších sídel na Novoměstsku a založil ji pravděpodobně jeden z prvních kolonizátorů zdejší oblasti Přibyslav z Křižanova. Jeho zeť Boček z Obřan založil roku 1252 žďárský klášter cisterciáků a tomuto klášteru věnoval i desátky z Bobrové. Bobrová byla zřejmě již tehdy osadou roztroušenou po obou stranách říčky Bobrůvky. Část Bobrové zdědila sestra Bočkovy manželky Eliška. Její druhý manžel Hrabiš ze Švábenic se psal později „z Bobrové“ a v Bobrové sídlil. Její první manžel Smil z Lichtenburka daroval roku 1262 tuto část osady (Dolní Bobrovou) žďárskému klášteru, zbývající část (Horní Bobrová) zůstala v majetku dědiců Přibyslava z Křižanova.
Poprvé je rozlišení na Horní a Dolní Bobrovou zaznamenáno v roce 1338. V roce 1462 je Dolní Bobrová uvedena jako městečko. Horní Bobrová byla povýšena na městečko již před rokem 1368. V roce 1464 získal část křižanovského panství a mezi tím i Horní Bobrovou Jan z Pernštejna. Vilém a Vratislav z Pernštejna postoupili smluvně v roce 1486 žďárskému klášteru Horní Bobrovou výměnou za část Křižanova. Roku 1757 se poddaní v Dolní Bobrové vzbouřili kvůli sporu o užívání pozemků a 15 z nich bylo roku 1759 uvězněno ve žďárském klášteře, v roce 1760 byl rychtář a devět poddaných vsazeno do žaláře na Špilberku. Po zrušení žďárského kláštera za vlády císaře Josefa II. v roce 1784 převzal majetek kláštera náboženský fond. Ten rozdělil klášterní majetek na pět částí, které postupně rozprodával. Tak se Horní i Dolní Bobrová staly součástí radešínského zboží, které v roce 1826 koupil F. Schneider.
V roce 1850 bylo v Novém Městě vytvořeno okresní hejtmanství a sídlil zde jeden ze tří soudních okresů, do kterého byly začleněny i Dolní a Horní Bobrová. Sloučením Dolní a Horní Bobrové v roce 1950 vznikla obec Bobrová.
Od 10. října 2006 byl obci vrácen status městyse. V letech 2006–2010 působila jako starostka Jaroslava Straková, od roku 2010 tuto funkci vykonává Zdeňka Smažilová.

## Obyvatelstvo
| Rok            | 1869  | 1880  | 1890  | 1900  | 1910  | 1921  | 1930  |
| -------------- | ----- | ----- | ----- | ----- | ----- | ----- | ----- |
| Počet obyvatel | 1 293 | 1 262 | 1 343 | 1 282 | 1 176 | 1 126 | 1 106 |
| Rok            | 1950  | 1961  | 1970  | 1980  | 1991  | 2001  | 2011  |
| Počet obyvatel | 943   | 1 013 | 953   | 863   | 922   | 919   | 879   |

## Školství
- Mateřská škola Bobrová
- Základní škola Bobrová

## Pamětihodnosti

### Kostel sv. Petra a Pavla

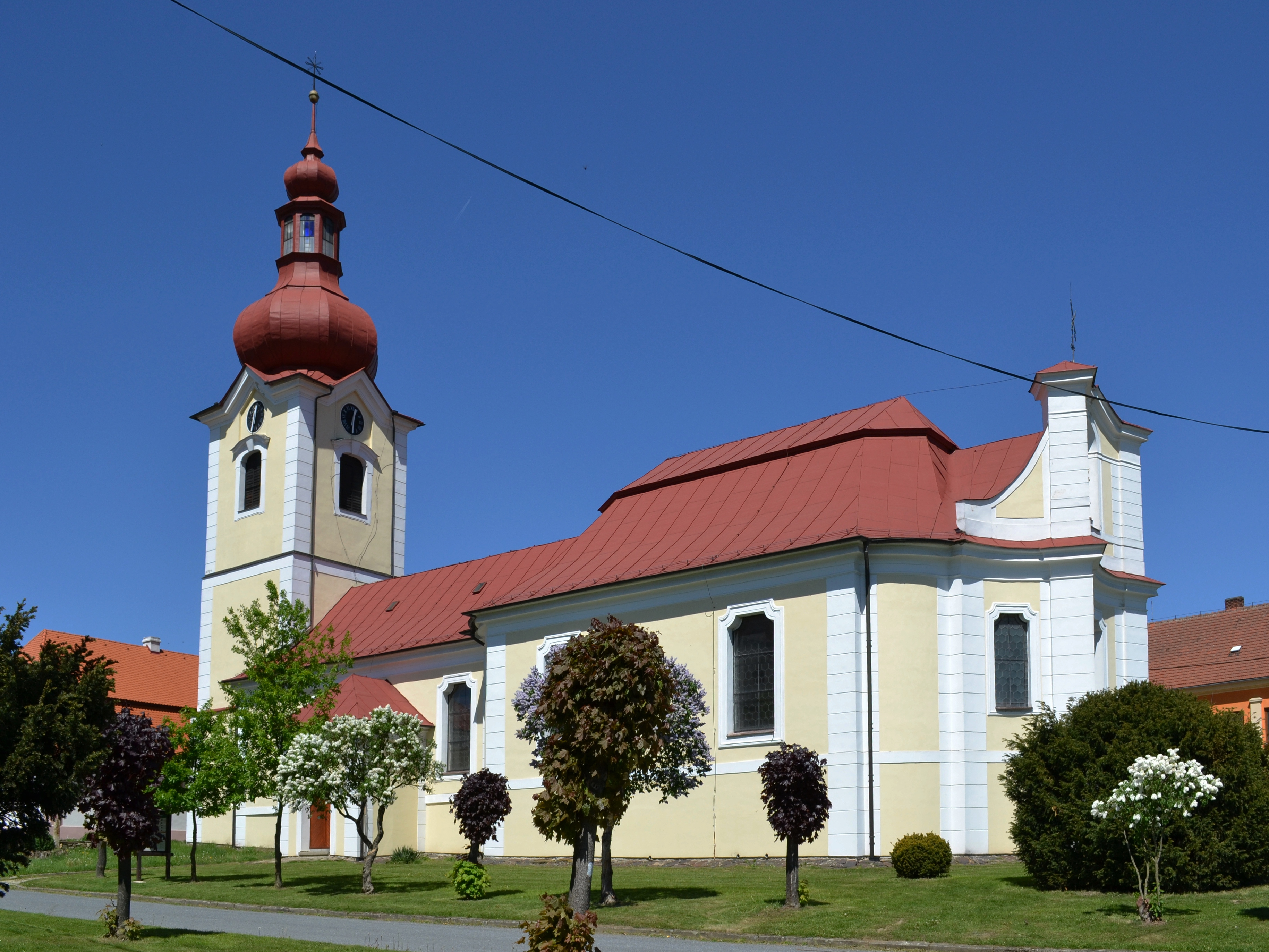
Kostel sv. Petra a Pavla

Kostel sv. Petra a Pavla se nachází v části obce Horní Bobrová. Přestavbu středověkého farního kostela projektoval v roce 1714 architekt Jan Blažej Santini-Aichel. Po třech etapách přestavby byl vysvěcen až v roce 1722.

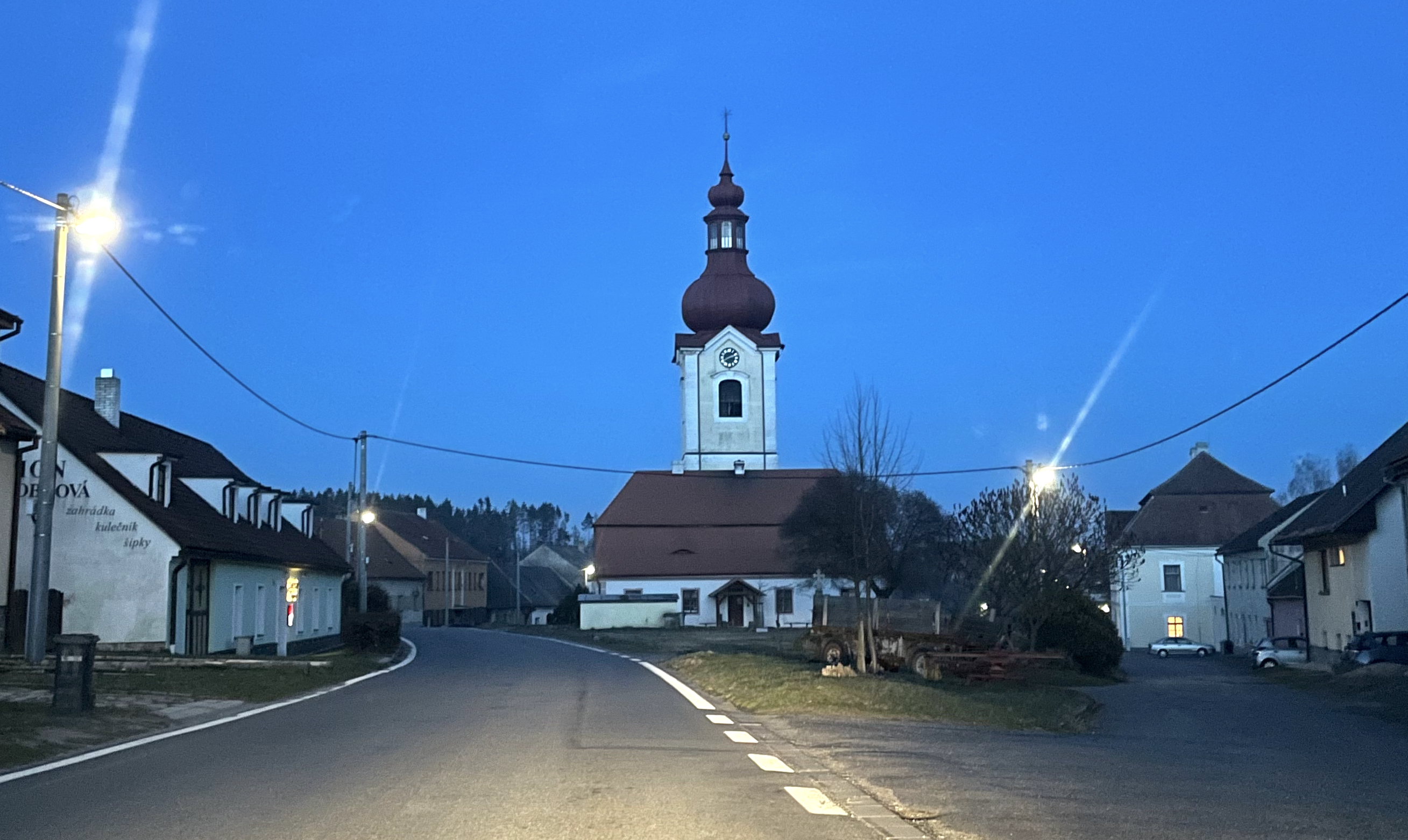
Noční pohled na kostel ze silnice

Z původního pozdně románského kostela zachovalo zdivo, věž je gotická, při barokní přestavbě Santini vytvořil loď a zbarokoval osovou západní věž. Při obrácení orientace chrámu loď proměnil v kněžiště a připojil na východní straně nový prostor rozsáhlejší lodi. Východní působivé hlavní průčelí je pětiosé. Stavbu prostupují pro Santiniho charakteristické dovnitř zajímavě zakřivené, vyduté a vypouklé plochy. Pozornost si zaslouží motiv vsazené sféry s mečem a klíči na vykrojený vrchol štítu průčelí. Starší i novější části stavby sjednotil a její východní působivě komponované průčelí vévodí mírně svažitému náměstí městečka. Při až stroze působící jednoduchosti je dosaženo poutavého efektu a dokládá Santiniho mimořádnou představivost. Ve věži visí dva zvony: velký gotický od Ondřeje Ptáčka z Kutné Hory (datovaný 1490) a menší renezanční od Klementa Stechera z roku 1555.
Hlavní oltář zdobí čtyřlistý obraz Loučení sv. Petra a Pavla, namaloval Josef Winterhalder mladší roku 1788.

### Další pamětihodnosti
- kostel sv. Markéty v Dolní Bobrové se zachovaným gotickým ostěním jižního vchodu a hodnotným zvonem pražského mistra Ondřeje s reliéfem sv. Pavla z roku 1506
- socha sv. Jana Nepomuckého z roku 1768
- Křížová cesta, vybudovaná po roce 1830 na Kalvárii (dříve Strážný kopec, kóta 594 m)
- zbytky hrádku asi 1 km sv. od obce
- Stará škola
- Bílkova lípa
- Borovice u Bílkova Mlýna
- Bílkův mlýn

## Současnost
V současné době žije v Bobrové asi 960 obyvatel. Pracovních příležitostí obec nenabízí mnoho, a tak velká část obyvatel za prací dojíždí na Dolní Rožínku, do Žďáru nad Sázavou či do Nového Města na Moravě. Tírna lnu, která byla postavena roku 1885, je již několik let mimo provoz a rozsáhlé prostory tak zůstávají nevyužity. Zemědělské družstvo se proměnilo v 1. bobrovskou a.s. V Bobrové se daří zejména menším firmám – např. čalounictví Jaroslava Prokopa a bobrovské truhlárně.
Největší událostí posledních let je přístavba školy a dokončení plynofikace obce. Posledním ekologickým dluhem tak zůstane jen stavba čističky odpadních vod. Ze spolků je nejvýznamnější činnost TJ Sokol Bobrová, mysliveckého sdružení a sboru dobrovolných hasičů. Tato sdružení se kromě své hlavní činnosti také každoročně starají o naplnění plesové sezony.

## Slavní rodáci a obyvatelé obce
- Miroslav Donutil, herec Národního divadla v Praze, který se do Bobrové již desítky let jezdí rekreovat v letních měsících
- Div. gen. Alois Kubita, CBE (25. 1. 1892 Horní Bobrová – 19. 7. 1954), osobnost druhého československého zahraničního odboje, měl významný podíl při jednáních vedoucích ke vzniku čs. letectva v rámci RAF ve Velké Británii
- Oldřich Pokorný (6. 3. 1909 Horní Bobrová – 31. 3. 1942 Osvětim), profesor reálného gymnázia v Třebíči, člen odbojové organizace České obce sokolské v Třebíči, po jejím odhalení byl nacisty umučen v Osvětimi, připomíná ho pamětní deska na rodném domě v Bobrové a na památníku obětem nacismu na Moravském náměstí v Třebíči
- Antonín Smažil (22. 11. 1923 Bobrová – 5. 10. 2011 Bratislava), akademický malíř, v letech 1944–1949 studoval na UMPRUM v Praze u Karla Svolinského a u profesorů Cyrila Boudy a Martina Salcmana na Univerzitě Karlově a u profesora Karla Lidického. Od roku 1970 působil na VPA KG v Bratislavě jako docent na Katedře kultury a umění. Žil v Bratislavě.
- Antonín Straka (27. 3. 1834 Dolní Bobrová – ???), starosta Dolní Bobrové, v letech 1861–1868 poslanec Moravského zemského sněmu

## Poltergeist
Obec v minulosti vešla mimo jiné ve známost údajným výskytem záhadných jevů, které bývají někdy popisovány, jako projev tzv. poltergeistu (samovolný pohyb předmětů, samovzněcování předmětů, vybuchování skleněných a porcelánových předmětů, poruchy elektrických instalací atd.). A to od počátku března 2006 v domě č. p. 262, kde v té době žili manželé Rudolf a Zdena Svobodovi se dvěma dětmi.
K některým záhadným jevům údajně došlo za přítomnosti množství svědků, například dobrovolných hasičů, kteří dům po dva týdny hlídali. Jevy údajně vyvrcholily v noci z 22. na 23. března 2006 kolem druhé hodiny v noci, přičemž události měly pokračovat i za přítomnosti množství přivolaných svědků (dobrovolných hasičů a sousedů) až do rozednění a v menší intenzitě až do 27. března. I přes údajnou přítomnost velkého množství svědků však nejsou dostupné žádné fotografické ani jiné věrohodné důkazy.
Znovu se případ dostal do zájmu některých sdělovacích prostředků poté, co k podobným jevům mělo dojít o tři roky později ve Strašicích na Rokycansku. Jevy na obou místech nebyly dosud plně objasněny.
Reportáž o bobrovských jevech byla vysílána na televizi Nova koncem března 2006 ve zprávách, podrobněji se jimi zabývala reportáž Jiřího Pánka v pořadu Střepiny 2. dubna 2006. Ani v tomto případě nejsou dostupné ověřitelné důkazy. Místní lidé vesměs odmítají o události mluvit a i pan Svoboda odmítá jakoukoliv publicitu.
Doc. RNDr. Čeněk Zlatník, předseda Klubu českých skeptiků, pro televizi Nova sdělil své vysvětlení, k němuž došel, aniž by se případem podrobněji zabýval: „Vysvětluju si to tím, že si lidé dělají dobrý den, chtějí se zviditelnit, něco nainscenují, recese…“
J. X. Doležal apeloval na tehdejšího předsedu Učené společnosti Jiřího Grygara a na fyzikální ústavy prostřednictvím článku v časopise Reflex, aby jev v Bobrové zdokumentovali, a konstatoval, že „vědci jej zjevně nemají zájem objasnit“.

## Galerie

Horní Bobrová
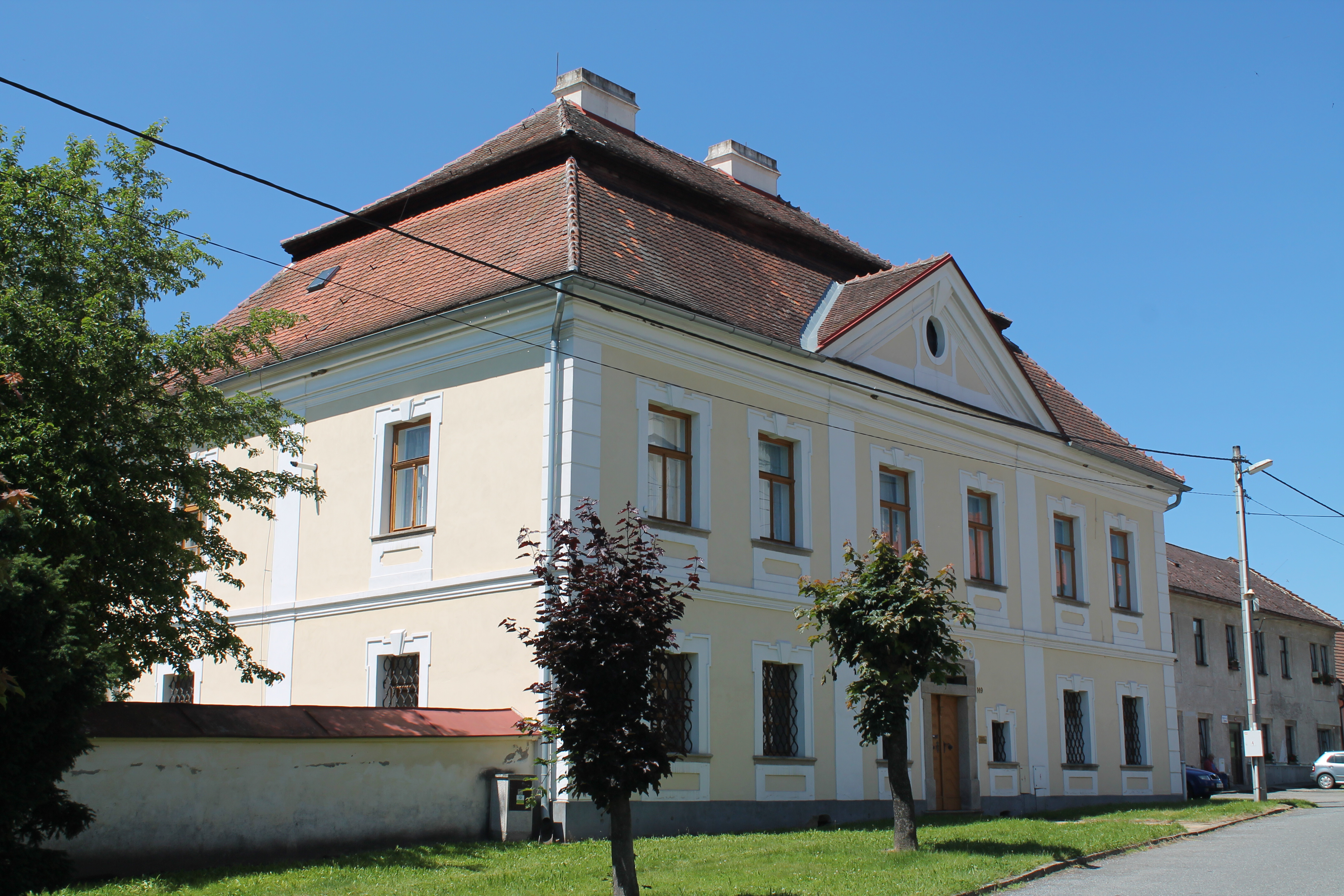
fara
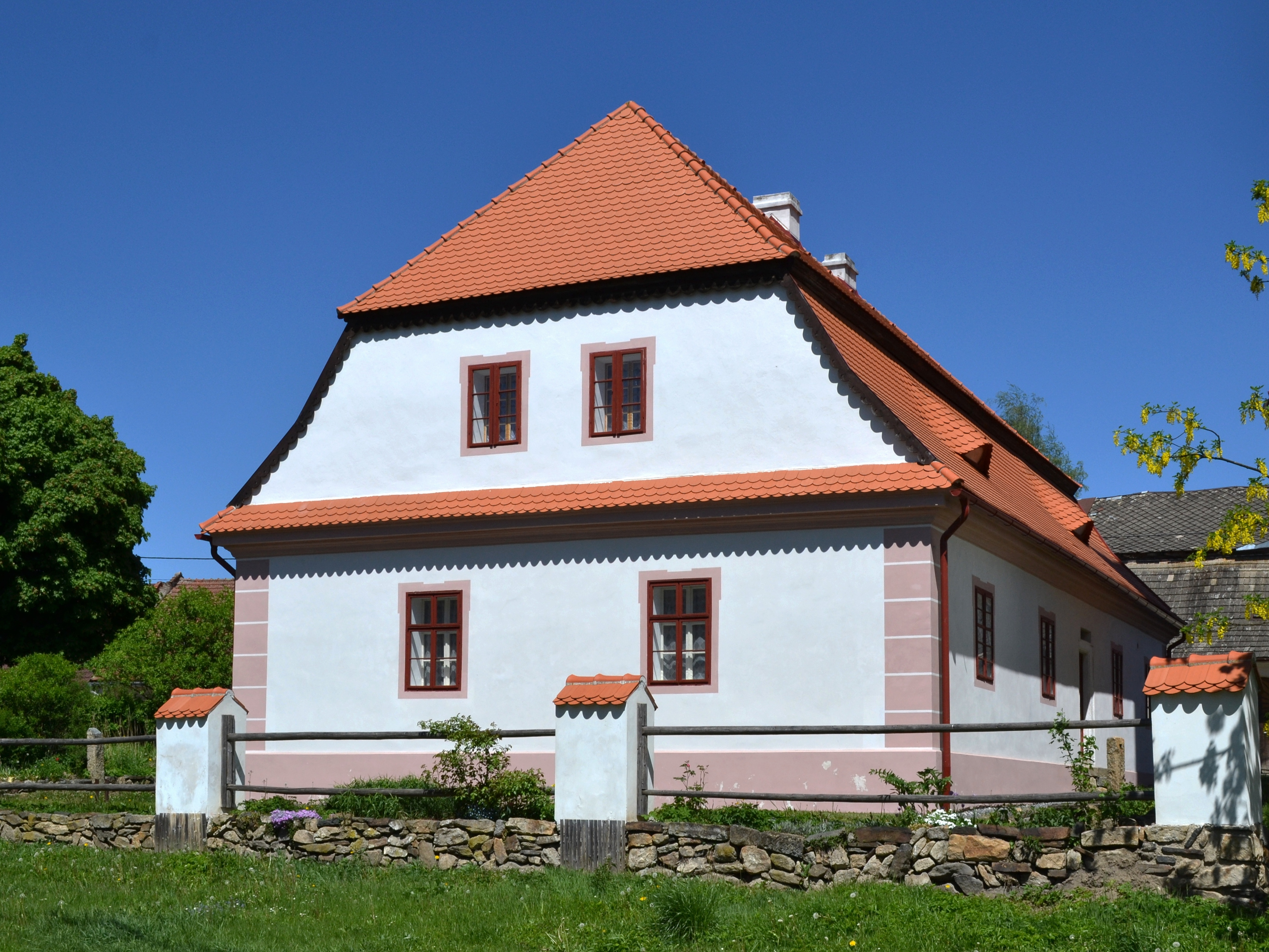
stará škola
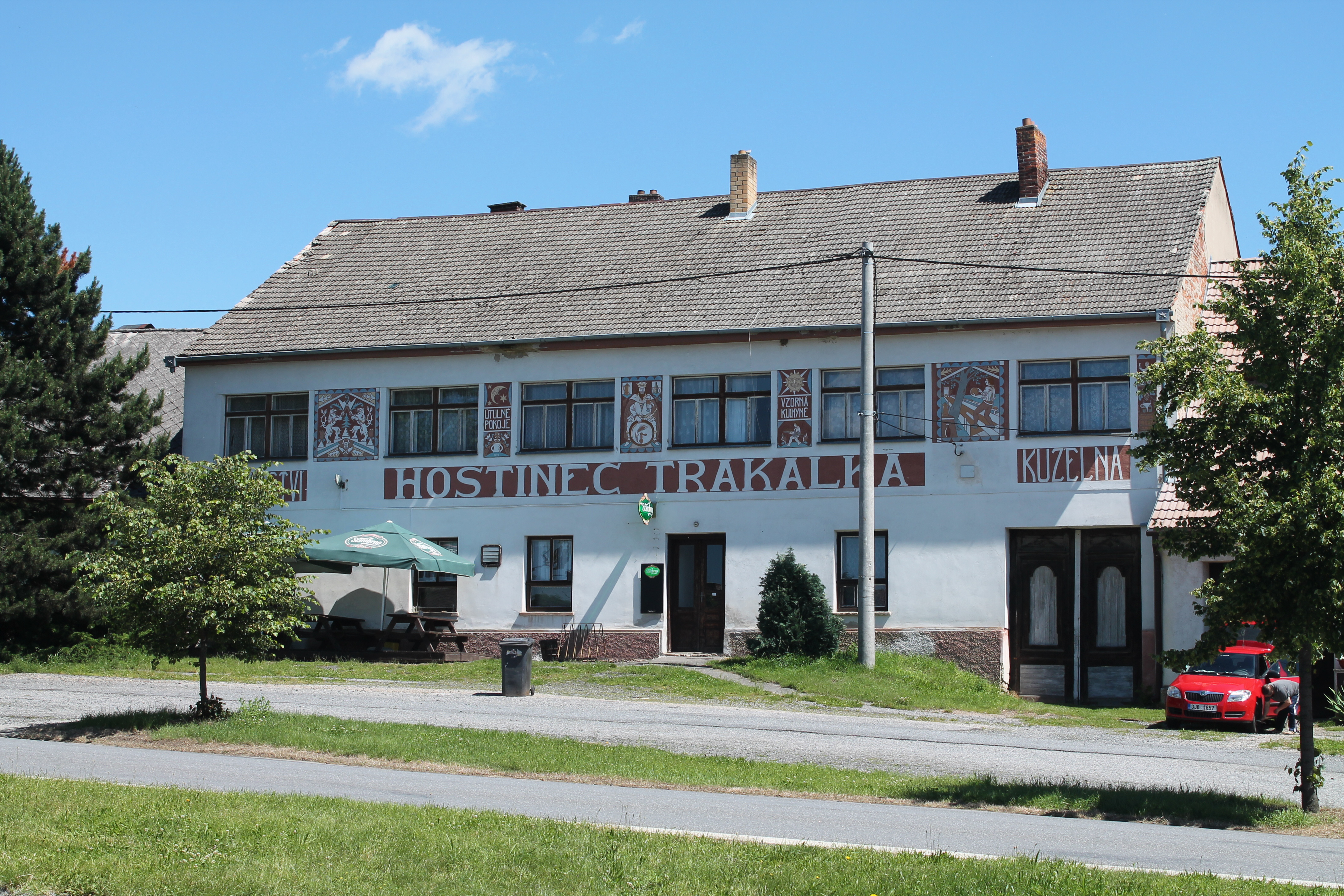
hostinec Trakalka
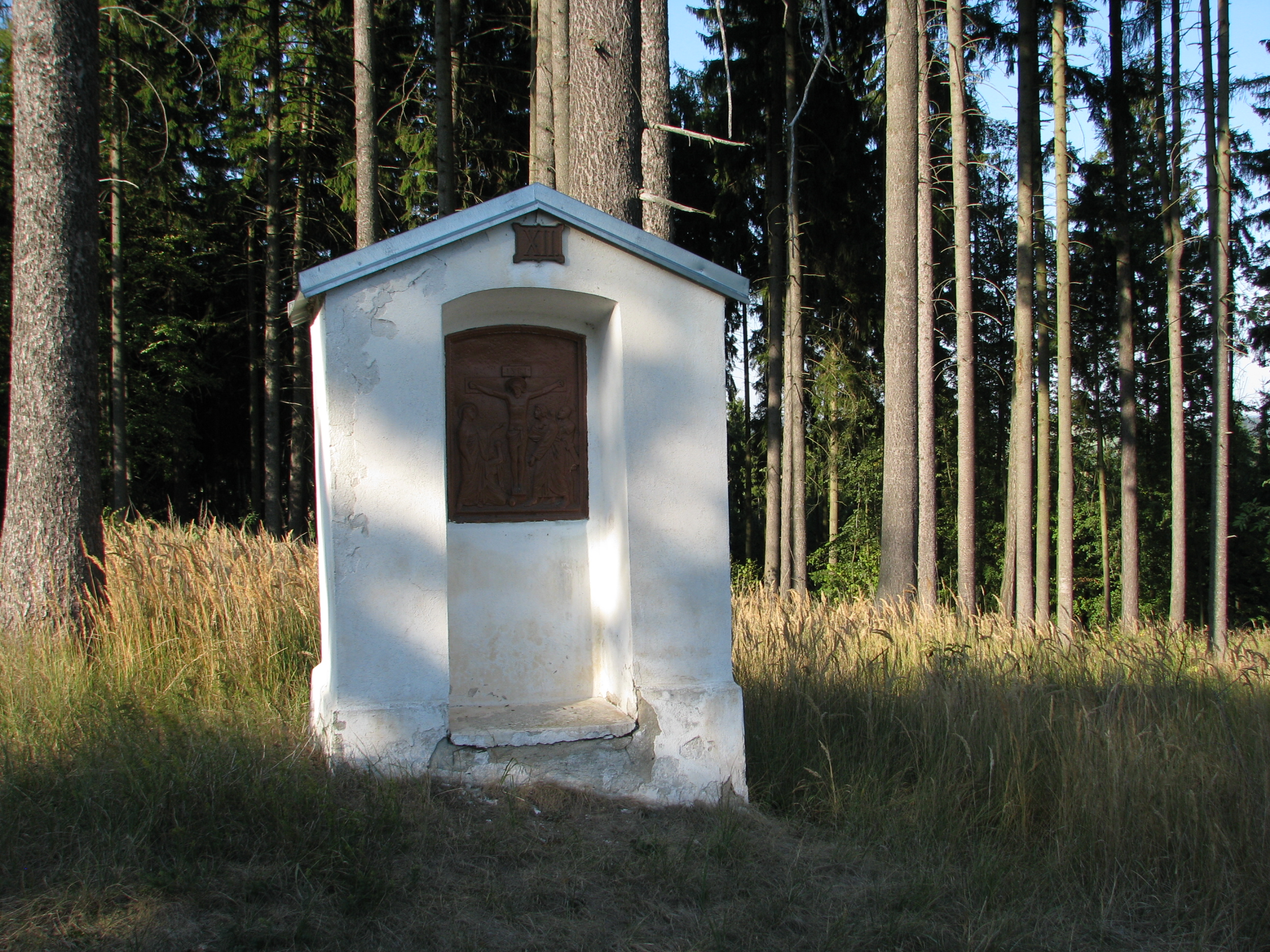
zastavení křížové cesty
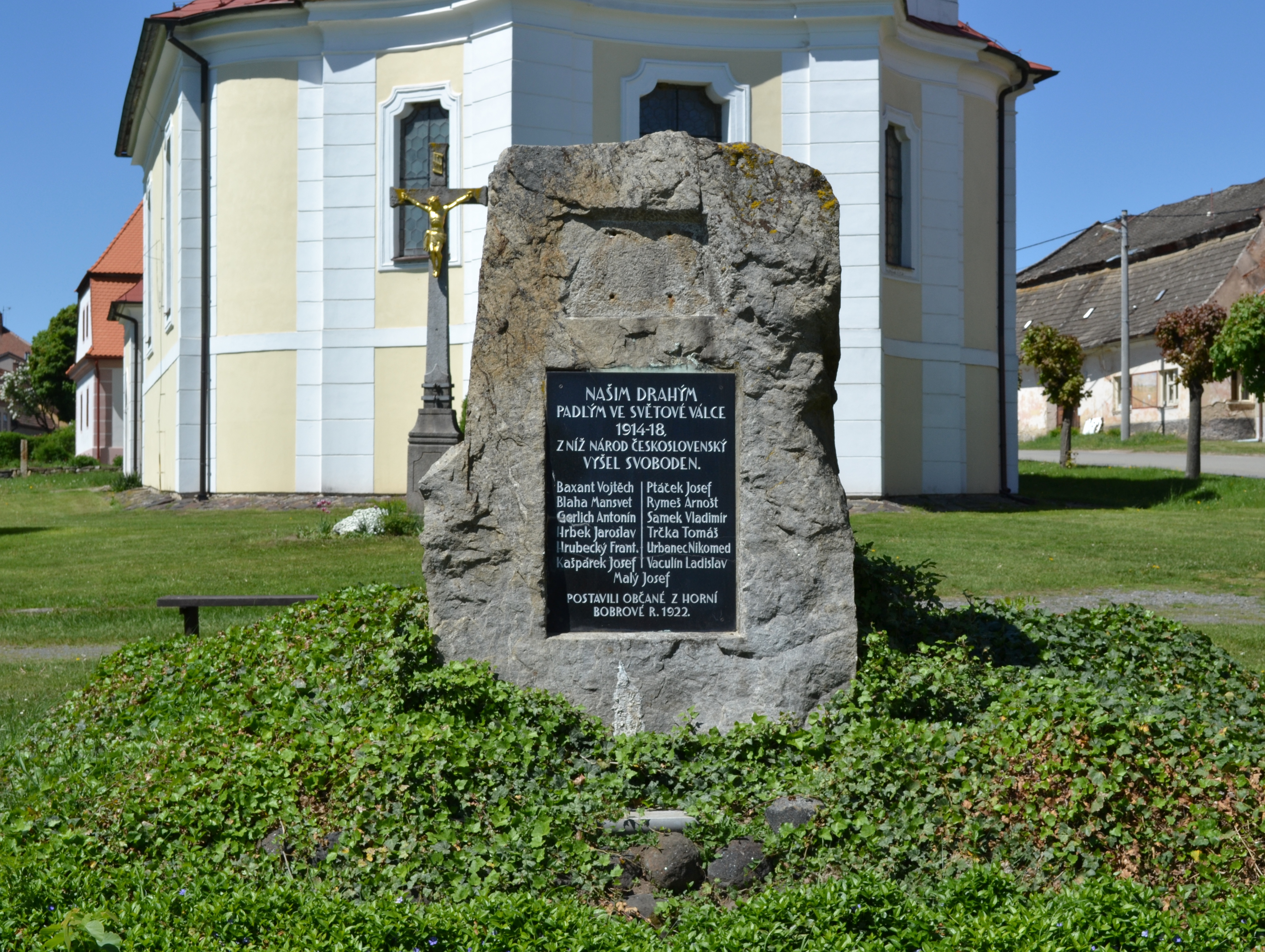
pomník padlým

Dolní Bobrová
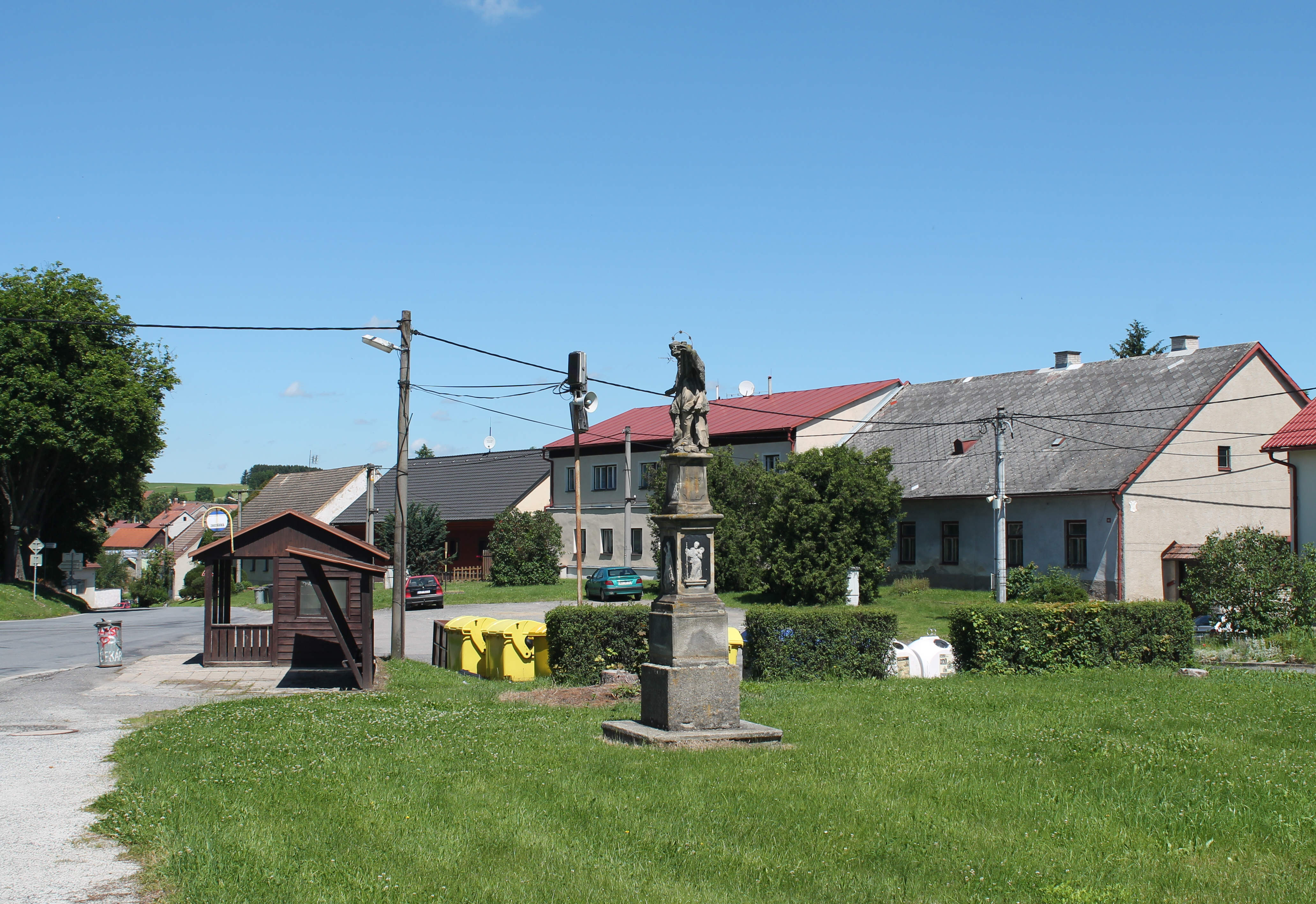
náves
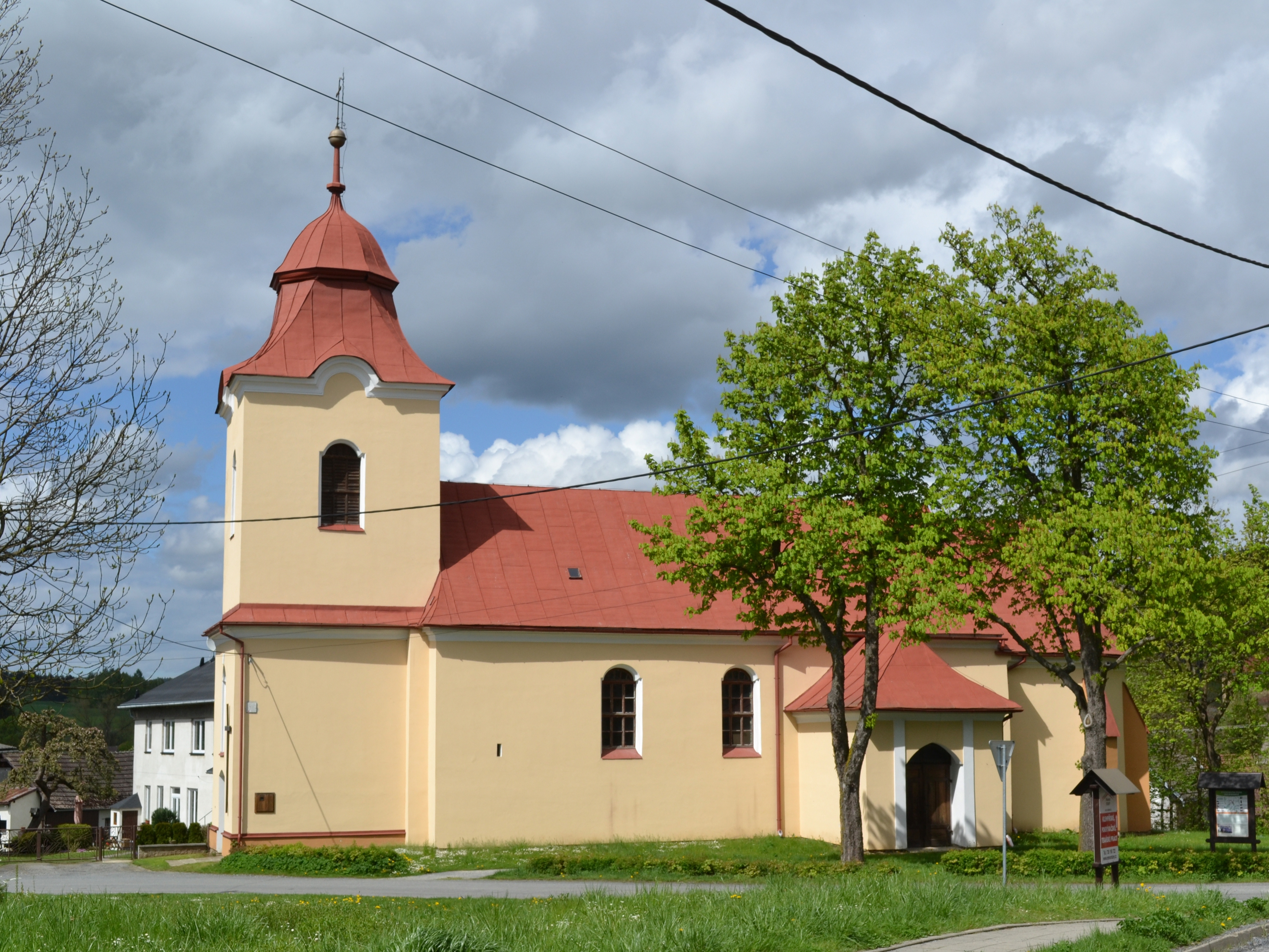
kostel sv. Markéty
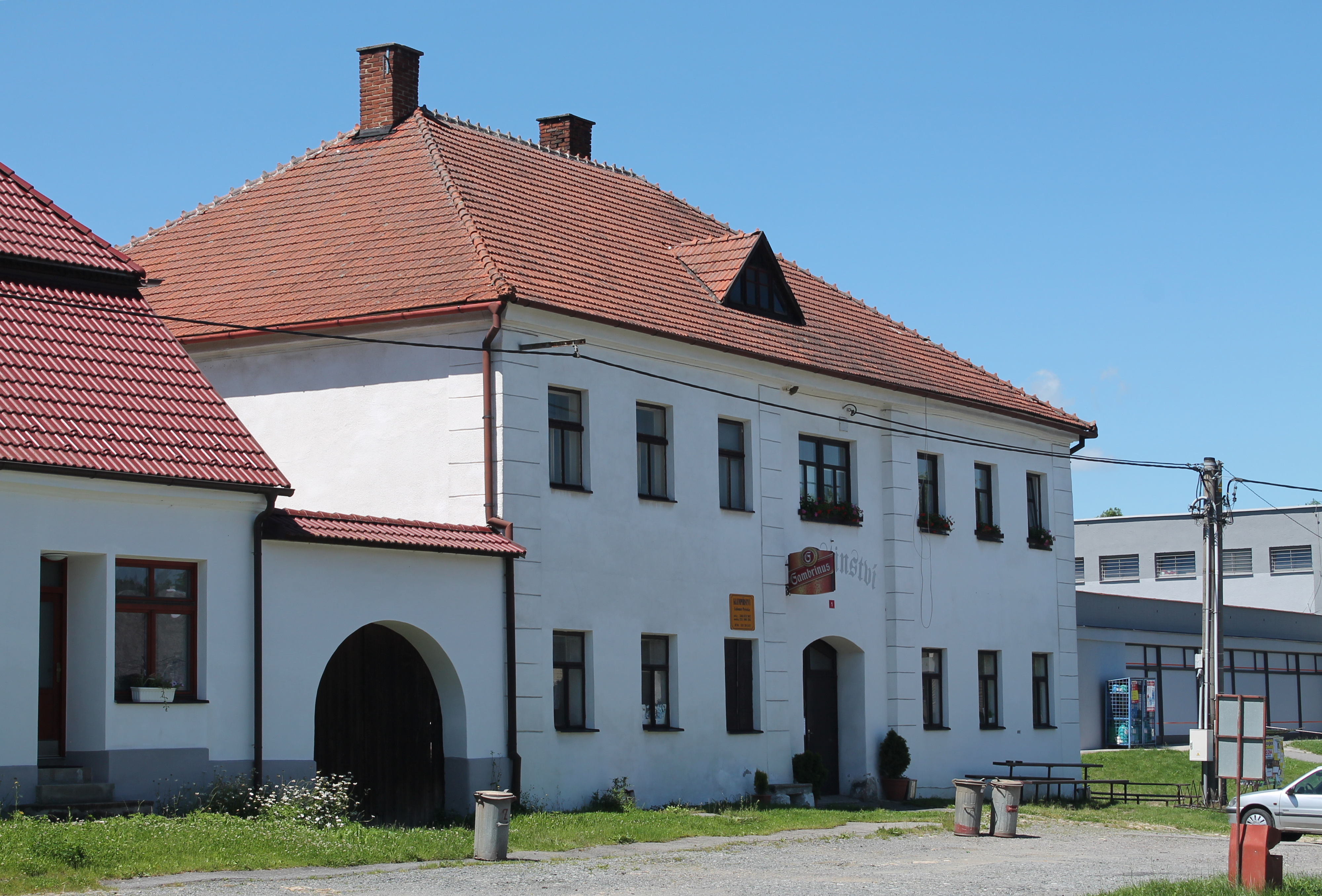
hostinec na návsi
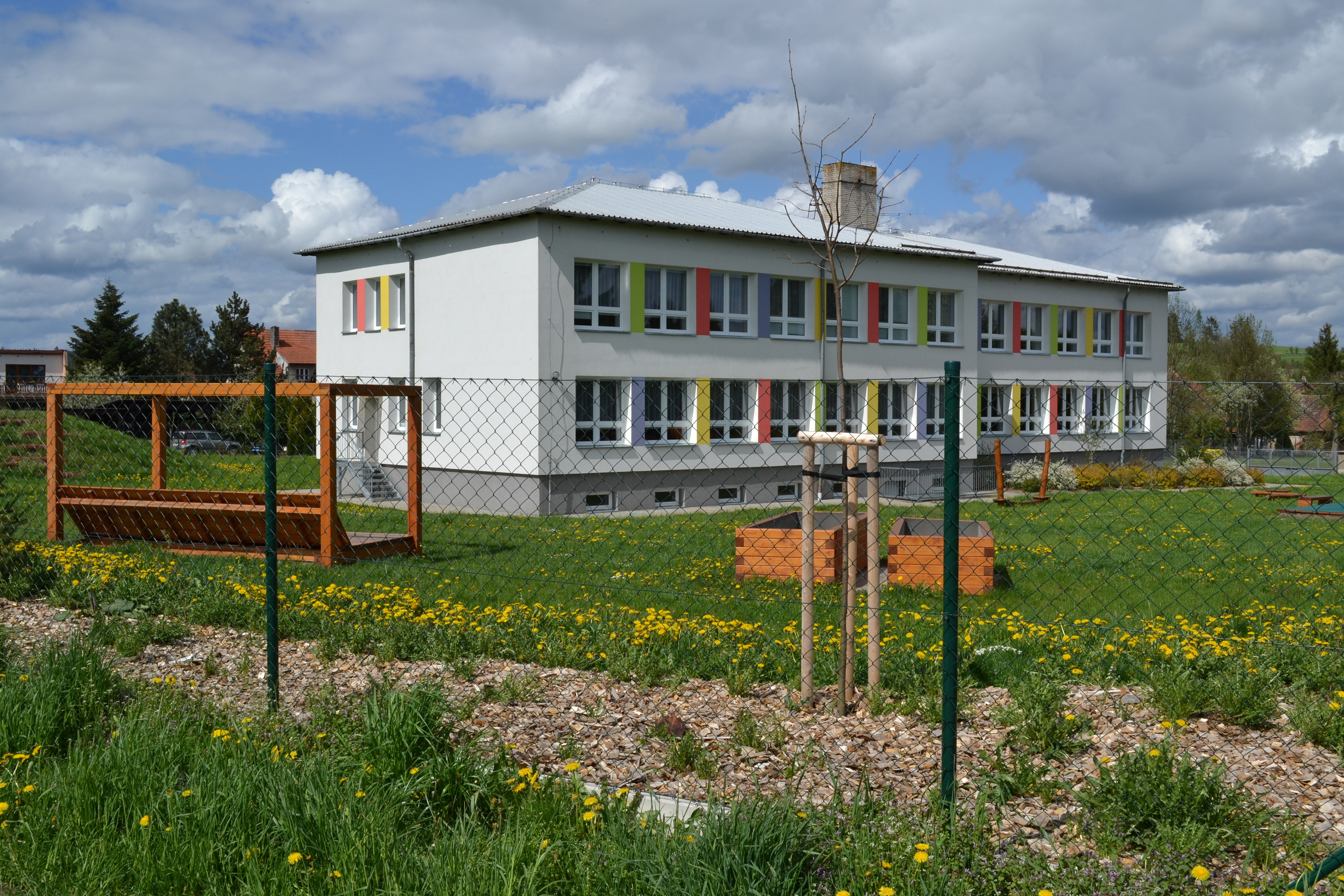
mateřská školka a knihovna
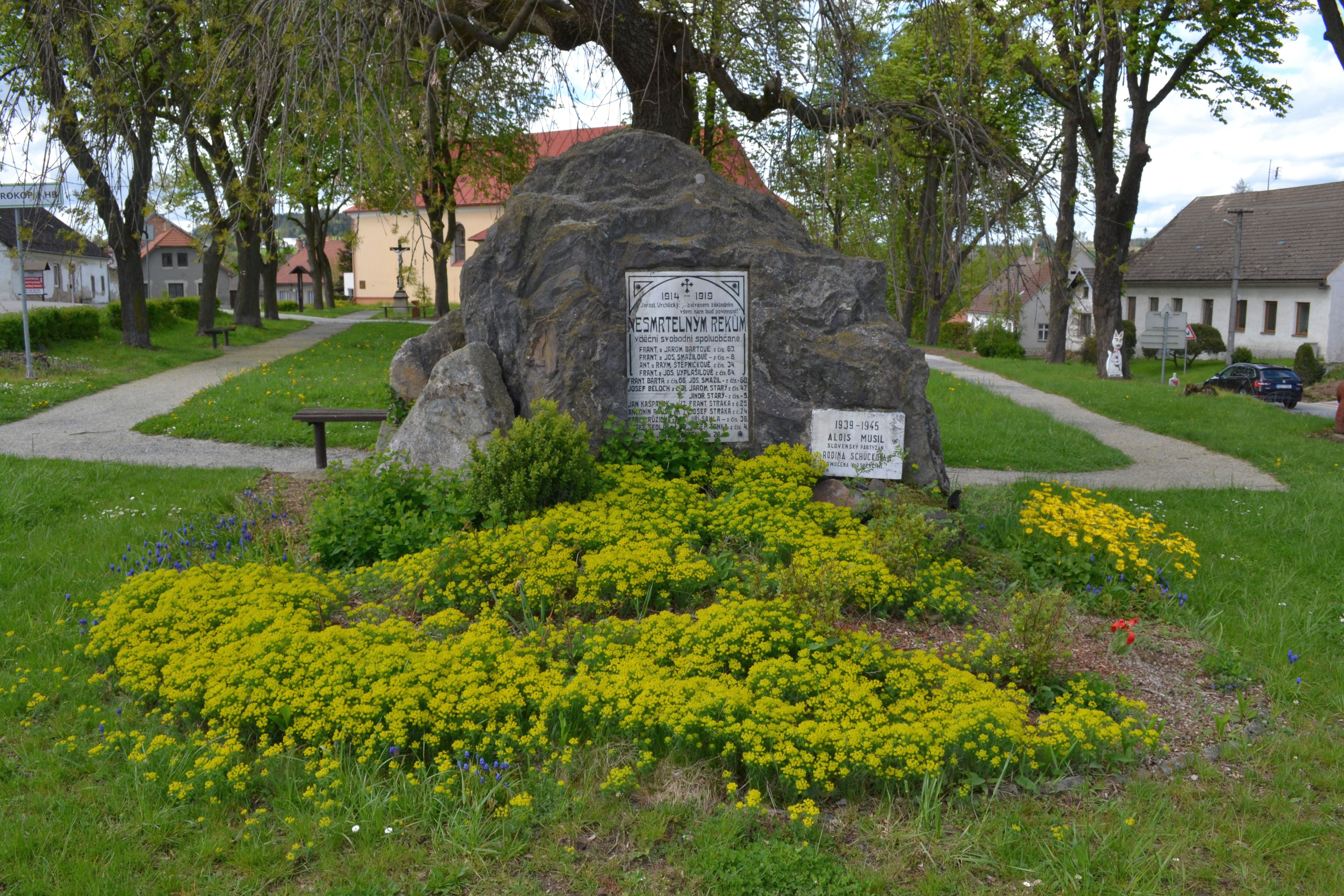
pomník padlým